# Dajr Kiddis
Dajr Kaddis – wieś w Palestynie, w muhafazie Ramallah i Al-Bira. Według danych Palestyńskiego Centralnego Biura Statystycznego w 2016 roku miejscowość liczyła 2485 mieszkańców.